# La Entrada
La Entrada es un pasodoble compuesto por Quintín Esquembre y dedicado a las fiestas de moros y cristianos de su Villena natal, estrenado el 5 de septiembre de 1925 en Villena.

## Historia

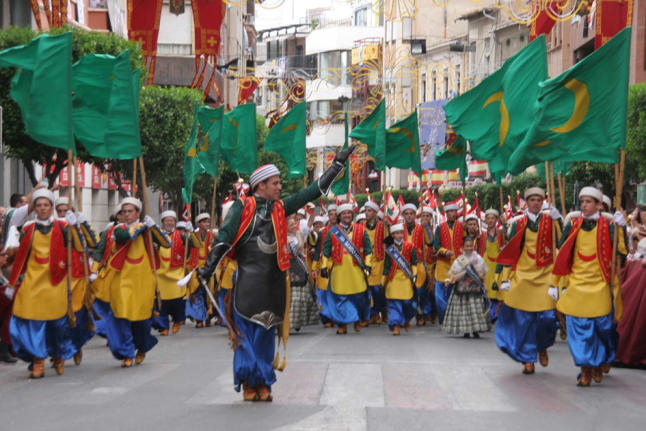
Momentos del desfile de La Entrada.

Fueron sus paisanos los que solicitaron al compositor la composición de un pasodoble para el desfile de La Entrada en las fiestas de Moros y Cristianos de la localidad. Dentro de su petición, además estaba incluida la necesidad de la composición de un pasodoble de fácil ejecución, pues debía ser interpretado por los jóvenes músicos de la ciudad de Villena que no eran profesionales dedicados al mundo de la música y que compaginaban su afición a la música con sus ocupaciones.
La ciudad de Villena vio cumplida su petición y el maestro Esquembre a modo de homenaje a su pueblo natal compuso el Pasodoble La Entrada que fue estrenado el 5 de septiembre de 1922, día del desfile homónimo, "La Entrada" (el primer desfile de las fiestas), dando comienzo cada día 5 a las cuatro de la tarde, a los desfiles de fiestas de Moros y Cristianos.
Desde entonces congrega anualmente a una multitud en las inmediaciones de La Losilla, a la espera que llegue la hora en la que el bombo da la señal para el arranque de la banda, un momento muy esperado durante todo el año en la localidad. 

Como flor saturada de abril
que de fragancia y frescor se llena,
son tus mujeres, noble Villena
que las colmaste de encantos mil...

Hoy en día es pieza obligada en el repertorio de las Bandas de Música y muy interpretado para amenizar los festejos taurinos.
Ha hecho aparición, interpretada en la banda sonora, en películas como Blancanieves (2012) o The Gunman (2015).